# 酪胺
酪胺即对羟基苯乙胺，得名于酪氨酸，是一种痕量单胺。具促使儿茶酚胺释放的作用。它无法透过血脑屏障，只产生非精神活性的外周交感神经作用。然而，同时摄入单胺氧化酶抑制剂（MAOIs）和富含酪胺的食物可能会引发高血压急症。